# Vasili Ledkov
Vasili Nikoláevich Ledkov (en cirílico ruso:Василий Николаевич Ледков, tundra del distrito autónomo de Nenetsia, 16 de diciembre de 1933 – Arcángel, 7 de marzo de 2002) fue un poeta y traductor ruso de etnia nénet.

## Biografía
Nació en una familia de pastores nómadas y estudió en una escuela rural y en Varandéi. 
Abandonó los estudios, pero luego fue a estudiar a Leningrado y se graduó en el Instituto Pedagógico, hoy Universidad Herzen.
En esa época, sacó sus poemas en revistas y almanaques locales y tradujo varios clásicos de la litertura rusa publicando su primer poemario en 1960 y otro con Alexei Pickov en 1961.
Desde 1962 fue miembro de la  Unión de Escritores Soviéticos. De 1962 a 1965, fue oyente en el Instituto de Literatura Maksim Gorki de Moscú, y desde los años 1970, las editoriales empezaron a publicar obras suyas escritas en ruso o traducidas del nénet al ruso.